# Стоково-Шершене
Стоково-Шершене (пол. Stokowo-Szerszenie) — село в Польщі, у гміні Чижев Високомазовецького повіту Підляського воєводства.
Населення — 33 особи (2011).
У 1975-1998 роках село належало до Ломжинського воєводства.

## Демографія
Демографічна структура станом на 31 березня 2011 року:
|          | Загалом | Допрацездатний вік | Працездатний вік | Постпрацездатний вік |
| -------- | ------- | ------------------ | ---------------- | -------------------- |
| Чоловіки | 14      | 2                  | 11               | 1                    |
| Жінки    | 19      | 3                  | 13               | 3                    |
| Разом    | 33      | 5                  | 24               | 4                    |